# De l'ombre à la lumière (téléfilm)
Pour plus de détails, voir Fiche technique et Distribution.
De l'ombre à la lumière est un documentaire français réalisé par David Dessites et diffusé en septembre 2011 sur France 3 et ses antennes régionales. Il retrace la relation qui s'est nouée entre Alain Marécaux, l'un des douze acquittés de l'Affaire d'Outreau, et Philippe Torreton, qui interprète son rôle dans Présumé Coupable, de Vincent Garencq (2011). 

## Synopsis
Le téléfilm retrace l'histoire de Philippe Torreton et Alain Marécaux, autour de la mise en fiction de « l’affaire » qui a brisé la vie de cet huissier de justice, accusé à tort dans l’affaire d’Outreau.
Pour les besoins d’un long métrage de cinéma (Présumé Coupable), l’un va endosser le calvaire de l’autre, et la fiction va permettre, enfin, au réel de s’alléger pour celui qui ne cesse de vouloir se reconstruire sans y parvenir tout à fait. 
De l'ombre à la lumière pose aussi la question de l’erreur judiciaire et de la manière dont on peut y survivre. 
C’est aussi le processus artistique dont un acteur se nourrit pour « habiter » un rôle (ou l’inverse !), avec le fort investissement de l’acteur principal Philippe Torreton, qui porte véritablement le personnage d’Alain Marécaux, au prix d’un travail psychique mais aussi d’un investissement physique étonnants (cure d’amaigrissement intense correspondant à la grève de la faim du personnage).

## Fiche technique
- Titre : De l'ombre à la lumière
- Réalisation : David Dessites
- Production : Sylvie Randonneix
- Société de production : Nord-Ouest Films
- Genre : Documentaire
- Durée : 52 minutes
- Dates de sortie : 
  -  France : 2011